# مانولو ویلانوا
مانولو ویلانوا (انگلیسی: Manolo Villanova؛ زادهٔ ۲۷ اوت ۱۹۴۲) بازیکن فوتبال اهل اسپانیا است.
از باشگاه‌هایی که در آن بازی کرده‌است می‌توان به باشگاه فوتبال رئال بتیس، باشگاه ورزشی رئال مایورکا، و باشگاه فوتبال رئال ساراگوسا اشاره کرد.